# Jim Campbell
James Tower „Jim“ Campbell (* 3. April 1973 in Worcester, Massachusetts) ist ein ehemaliger US-amerikanischer Eishockeyspieler, der im Verlauf seiner aktiven Karriere zwischen 1991 und 2007 unter anderem 299 Spiele für die Mighty Ducks of Anaheim, St. Louis Blues, Canadiens de Montréal, Florida Panthers und Tampa Bay Lightning in der National Hockey League (NHL) auf der Position des rechten Flügelstürmers bestritten hat. Darüber hinaus nahm Campbell, der im Jahr 1997 ins NHL All-Rookie Team gewählt wurde, mit der Nationalmannschaft der Vereinigten Staaten an den Olympischen Winterspielen 1994 teil.

## Karriere

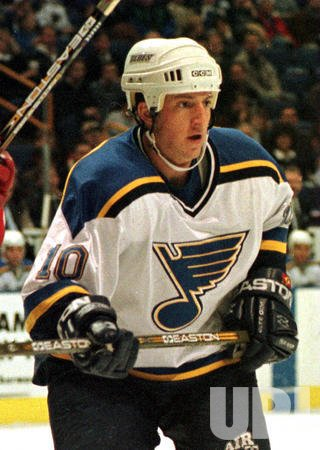
Campbell im Trikot der St. Louis Blues

Campbell spielte bis zum Sommer 1991 an der High School und wurde noch im selben Jahr im NHL Entry Draft 1991 von den Canadiens de Montréal aus der National Hockey League (NHL) in der zweiten Runde an 28. Position ausgewählt. Trotz der Draftwahl lief der rechte Flügelstürmer in den folgenden beiden Jahren für die Olympiques de Hull in der Ligue de hockey junior majeur du Québec (LHJMQ). Anschließend verbrachte er die Saison 1993/94 im US-amerikanischen Eishockeyverband USA Hockey.
Seine ersten Erfahrungen im Profibereich sammelte Campbell nach der Teilnahme an den Olympischen Winterspielen 1994 am Ende der Spielzeit 1993/94 im Trikot der Fredericton Canadiens, dem Farmteam der Canadiens de Montréal aus der American Hockey League (AHL). Für die Canadiens selbst kam der Angreifer bis zum Januar 1996, als er im Tausch für Robert Dirk an die  Mighty Ducks of Anaheim abgegeben wurde, nicht zum Einsatz. Erst bei den Mighty Ducks gelang ihm im restlichen Verlauf der Saison 1995/96 sein Debüt und auch seine ersten beiden Tore in der NHL. Trotz des Sprungs ins NHL-Aufgebot blieb Campbell über die Spielzeit hinaus nicht in Anaheim, sondern schloss sich im Juli 1996 als Free Agent den St. Louis Blues an. Dort stieg der US-Amerikaner zum Stammspieler auf und wurde am Ende der Saison 1996/97 ins NHL All-Rookie Team berufen. Er qualifizierte sich mit den Blues zwar für die Playoffs, doch verlor das Team in der zweiten Runde gegen die Detroit Red Wings. In den beiden folgenden Spielzeiten konnte der US-Amerikaner nicht mehr an vorher gezeigte Leistungen anknüpfen.
Im Sommer 2000 verpflichtete ihn sein Ex-Team aus Montréal, die er aber ebenso nach einer Spielzeit als Free Agent verließ wie auch die Chicago Blackhawks und Florida Panthers in den folgenden beiden Spieljahren. Zumeist kam er nicht über eine Rolle im Farmteam hinaus. Die folgenden drei Jahre zwischen 2003 und 2006 verbrachte Campbell – mit der Ausnahme eines kurzen Gastspiels bei Neftechimik Nischnekamsk aus der russischen Superliga im Herbst 2003 – ausschließlich in der AHL und lief dort für die Chicago Wolves, Bridgeport Sound Tigers, Springfield Falcons und Philadelphia Phantoms auf. Zur Saison 2006/07 wechselte der Stürmer in die Schweiz, wo er für den EHC Basel in der Nationalliga A (NLA) sowie danach für den EHC Visp in der Nationalliga B (NLB) auflief. Im Sommer 2007 beendete der 34-Jährige seine aktive Karriere.

### International
Auf internationaler Ebene vertrat Campbell sein Heimatland bei den Junioren-Weltmeisterschaften 1992 und 1993. Ein Jahr später vertrat er die Vereinigten Staaten bei den Olympischen Winterspielen im norwegischen Lillehammer. Zudem spielte er bei den A-Weltmeisterschaften 1997 und 2001. Im Jahr 1992 gewann er mit den USA die Bronzemedaille, 2001 wurde er Vierter.

## Erfolge und Auszeichnungen
- 1996 Teilnahme am AHL All-Star Classic
- 1996 NHL-Rookie des Monats Oktober
- 1997 NHL All-Rookie Team

### International
- 1992 Bronzemedaille bei der Junioren-Weltmeisterschaft

## Karrierestatistik

### International
Vertrat die USA bei:
| - Junioren-Weltmeisterschaft 1992 - Junioren-Weltmeisterschaft 1993 - Olympischen Winterspielen 1994 | - Weltmeisterschaft 1997 - Weltmeisterschaft 2001 |

(Legende zur Spielerstatistik: Sp oder GP = absolvierte Spiele; T oder G = erzielte Tore; V oder A = erzielte Assists; Pkt oder Pts = erzielte Scorerpunkte; SM oder PIM = erhaltene Strafminuten; +/− = Plus/Minus-Bilanz; PP = erzielte Überzahltore; SH = erzielte Unterzahltore; GW = erzielte Siegtore; 1 Play-downs/Relegation; Kursiv: Statistik nicht vollständig)